# Tengeliö
Tengeliö (som tätort benämnd Haapakoski) är en ort i Övertorneå kommun i landskapet Lappland i Finland. Haapakoski utgjorde en tätort från folkräkningen 1970 fram till tätortsavgränsningen 2005.
Tengeliö ligger vid Tengeli älv och i orten finns vattenkraftverket Portimokoski, färdigt 1987.

## Befolkningsutveckling
| Befolkningsutvecklingen i Haapakoski 1970–2000 | Befolkningsutvecklingen i Haapakoski 1970–2000 | Befolkningsutvecklingen i Haapakoski 1970–2000 | Befolkningsutvecklingen i Haapakoski 1970–2000 | Befolkningsutvecklingen i Haapakoski 1970–2000 |
| ---------------------------------------------- | ---------------------------------------------- | ---------------------------------------------- | ---------------------------------------------- | ---------------------------------------------- |
|                                                |                                                |                                                |                                                |                                                |
| År                                             |                                                |                                                | Folkmängd                                      | Landareal (km²)                                |
| 1970                                           | 1970                                           |                                                | 347                                            | 3,87                                           |
| 1980                                           | 1980                                           |                                                | 198                                            | 2,4                                            |
| 1990                                           | 1990                                           |                                                | 263                                            | 2,49                                           |
| 1995                                           | 1995                                           |                                                | 238                                            | 2,80                                           |
| 2000                                           | 2000                                           |                                                | 305                                            | 2,74                                           |
| Anm.: Ny tätort 1970. Ej tätort 2005.          |                                                |                                                |                                                |                                                |